# Korsbacken
Korsbacken är en småort i Enköpings kommun belägen i Torstuna socken i Uppland cirka 1 kilometer väster om Torstuna kyrka.. 
Byn består av enfamiljshus samt bondgårdar och genomkorsas av länsväg C 810. Vandringsleden Upplandsleden passerar byn.